# Natasha Page
Natasha Nicole Page (Gloucester, 30 de abril de 1985) es una deportista británica que compitió en remo. Su esposo, Sam Townsend, compitió en el mismo deporte.
Ganó una medalla de bronce en el Campeonato Mundial de Remo de 2011, en la prueba de ocho con timonel. Participó en dos Juegos Olímpicos de Verano, ocupando el quinto lugar en Pekín 2008 y el quinto en Londres 2012, en el ocho con timonel.

## Palmarés internacional
| Campeonato Mundial | Campeonato Mundial | Campeonato Mundial | Campeonato Mundial |
| Año                | Lugar              | Medalla            | Prueba             |
| ------------------ | ------------------ | ------------------ | ------------------ |
| 2011               | Bled (Eslovenia)   | Medalla de bronce  | Ocho con timonel   |